# Коллино, Федерико
Федерико Коллино (итал. Federico Collino; 17 ноября 1869, Пинероло, Пьемонт — 4 января 1942, Турин) — итальянский композитор, музыкальный педагог и художник, близкий к Туринскому кругу художников.
Окончил Туринский музыкальный лицей (1891) по классам Леопольдо Помпеи (гобой) и Джованни Больцони (композиция). Затем преподавал там же гобой и фагот, одновременно с 1900 года профессор гармонии, в 1918—1923 годах директор лицея; в общей сложности преподавал игру на гобое в течение 46 лет, написал ряд пьес для этого инструмента, в том числе квартет для трёх гобоев и фагота (1894). Кроме того, написал оперу «Донна Фабия» (1893, либретто Д. Кьявеса), ряд вокальных сочинений (в том числе на слова Ады Негри), фортепианные пьесы. Некоторое время играл на гобое и английском рожке в оркестрах туринских театров, выступал также как дирижёр.
Одновременно с профессиональными занятиями музыкой многие годы работал как художник-пейзажист, особенно во время каникул в коммуне Уссельо. Спорадически выставлялся при жизни, большая мемориальная выставка проведена в 2017 году.